# Khandhaka
Khandhaka (pāḷi) – druga księga z Vinaya Pitaka szkoły therevady i zawiera następujące dwie sekcje (pāḷi: vagga):

## Mahavagga w dziesięciu rozdziałach
1. Pierwszy rozdział nazywany jest po prostu Wielkim rozdziałem. Rozpoczyna się historią mającą miejsce zaraz po oświeceniu Buddy i opowiadającą o początku jego nauczania oraz o założeniu zakonu. W dalszej części zawiera ona reguły dotyczące ordynacji i tematy pokrewne.
2. Drugi rozdział zajmuje się recytacją Patimokkha (reguł obowiązujących mnichów), która ma miejsce co pół miesiąca (w dzień nowiu i pełni księżyca) – tam, gdzie jest kworum czterech mnichów.
3. Kolejny rozdział omawia zaprowiantowanie dla mnichów odbywających trzymiesięczne odosobnienie w porze deszczowej. Mnisi mają wtedy pozostawać w jednym miejscu. W niektórych sytuacjach mnich może odstąpić od tej reguły.
4. Na końcu odosobnienia mnisi muszą poprosić swych towarzyszy o wyrażenie ewentualnej krytyki, dotyczącej ich zachowania w trakcie odosobnienia.
5. Piąty rozdział nazywany jest Rozdziałem o tym, co zakryte i zajmuje się różnymi tematami.
6. Następny rozdział dotyczy leków. Część pozwalająca na inhalację dymu przez rurkę jest wykorzystywany przez niektórych mnichów jako usprawiedliwienie dla palenia.
7. Następny rozdział zwany kathina – proces szycia szat. W praktyce dotyczy on zwalniania mnichów z niektórych reguł związanych z szyciem szat.
8. Dotyczy materiału, z którego robi się szaty.
9. Dotyczy dysputy pomiędzy mnichami, która odbyła się w Campa.
10. Dysputa w Kosambi.

## Cullavagga w dwunastu rozdziałach
1. Pierwszy opisuje różne procedury, które trzeba stosować radząc sobie z niewłaściwie zachowującymi się mnichami
2. Drugi zajmuje się nowicjatem przeznaczonym dla mnichów winnych naruszenia niektórych reguł (patrz: Suttavibhanga)
3. Trzeci dotyczy przypadku, w którym mnich z nałożonym nowicjatem popełnia dalsze naruszenia reguł.
4. Czwarty wyjaśnia siedem reguł dotyczących prowadzenia dysput (patrz: Suttavibhanga)
5. Piąty opisuje sprawy małej wagi.
6. Szósty dotyczy zakwaterowania.
7. Siódmy dotyczy schizmy. Ten rozdział zaczyna się historią o Devadatcie, kuzynie Buddy. Devadatta poprosił wiekowego już Buddę o rezygnację z przewodnictwa duchowego i mianowanie na swoje miejsce właśnie Devadatty. Kiedy Budda odmówił, Devadatta trzy razy próbował go zamordować. Kiedy próby zabójstwa nie odniosły skutku, poprosił Buddę o nałożenie na mnichów ascetycznych praktyk, w tym wegetarianizmu. Kiedy i to nie poskutkowało, doprowadził do schizmy.
8. Ósmy dotyczy reguł postępowania i różnych obowiązków.
9. Dziewiąty mówi o tym, że mnich może zawiesić recytację Patimokkhy, jeżeli inny mnich nie wyznał naruszenia jakiś reguł zakonnych.
10. Dziesiąty dotyczy mniszek. Budda po tym, jak został poproszony siedem razy, ostatecznie zgadza się ustanowić zakon dla mniszek, ale ostrzega że to osłabi nauki i przyczyni się do szybszego ich zaniku. Nakłada też ścisłe reguły podporządkowujące mniszki mnichom. W Kanonie palijskim można znaleźć nawet bardziej mizoginistyczny materiał, szczególnie w Kunala Jataka. Dla zapoznania się z tekstami prezentującymi przeciwny punkt widzenia, patrz: Therigratha (pol.: „Wiersze na temat Starszych Mniszek”;)(pāli: thera, pol.: „starsza” ; pāli: gatha, pol.: „wiersz”)
11. Jedenasty mówi o pierwszym soborze buddyjskim. Krótko po śmierci Buddy, Kassapa zwołał Pierwszy Sobór. Upali odpowiada na pytania na temat Vinayi, a Ananda na temat Dharmy.
12. Dwunasty mówi o Drugim Soborze Buddyjskim. Po upływie stulecia pojawiają się dyskusje na różne tematy, głównie dotyczące przyjmowania złota i srebra. Rozpoczyna się kolejny Sobór i, pod wpływem porad wiekowego ucznia Ānandy, zostaje uznane bardziej ścisłe podejście.

## Tłumaczenia angielskie
- Vinaya Texts, tłum. T. W. Rhys Davids & Hermann Oldenberg, Sacred Books of the East, tomy XIII, XVII & XX, Clarendon/Oxford, 1881-5; przedruk Motilal Banarsidass, Delhi (&? Dover, New York)
- The Book of the Discipline, tomy IV & V, tr I. B. Horner, 1951-2, Pali Text Society, Lancaster

## Pochodzenie Khandhaka
Zgodnie z tradycją, Khandhaka została skompilowana na Pierwszym Soborze. Zapisy o nim pojawiają się w tekście. Relacja z Pierwszego Soboru miała zostać dodana na Drugim Soborze, a relacja z Drugiego – na Trzecim.
Badacze nie traktują tego dosłownie i różnią się tylko co do tego, jak bardzo się z tym nie zgadzają. Profesor Erich Frauwallner postulował w 1956 r., że oryginalna wersja tej księgi została skompilowana na Drugim Soborze. Ta teoria przez wielu badaczy nadal jest traktowana poważnie.